# Cuevas del Almanzora
Cuevas del Almanzora é um município da Espanha na província de Almería, comunidade autónoma da Andaluzia, de área 263 km² com população de 13025 habitantes (2009) e densidade populacional de 49,52 hab/km².

## Demografia
| Variação demográfica do município entre 1991 e 2008 | Variação demográfica do município entre 1991 e 2008 | Variação demográfica do município entre 1991 e 2008 | Variação demográfica do município entre 1991 e 2008 | Variação demográfica do município entre 1991 e 2008 |
| --------------------------------------------------- | --------------------------------------------------- | --------------------------------------------------- | --------------------------------------------------- | --------------------------------------------------- |
| 1991                                                | 1996                                                | 2001                                                | 2004                                                | 2008                                                |
| 9167                                                | 9625                                                | 10155                                               | 11001                                               | 12596                                               |